# Automobil Industrie
 (juillet 2025).
Si vous disposez d'ouvrages ou d'articles de référence ou si vous connaissez des sites web de qualité traitant du thème abordé ici, merci de compléter l'article en donnant les références utiles à sa vérifiabilité et en les liant à la section « Notes et références ».
Automobil Industrie est un magazine allemand spécialisé dans les domaines de la technologie et de l'économie de la construction automobile,. Le groupe cible est la direction commerciale et technique des entreprises. Il s'agit notamment des constructeurs automobiles, des fournisseurs, des prestataires de services d'ingénierie, des prestataires de services informatiques, des équipementiers d'usine, des consultants, des universités, des instituts et des associations.

## Contenu
Les éditions imprimées se concentrent sur les thèmes de la technologie des véhicules, de la production, de la construction légère et du développement ainsi que de la connectivité, de la conduite autonome, de la mobilité partagée, de l'e-mobilité et de l'industrie. En outre, il existe régulièrement des éditions spéciales thématiques.

## Diffusion
À partir de 2021, Automobil Industrie ne paraît plus mensuellement, mais par sept numéros par an. Le tirage distribué est de 8 476 exemplaires. Les numéros individuels sont également disponibles sous forme d'articles électroniques sur le site Web.
Le portail spécialisé automobil-industrie.de fournit des informations sur les tendances, les faits saillants et les développements dans l'industrie automobile.
En janvier 2021, Vogel introduit un modèle d'abonnement pour certains contenus sur le site Internet d’Automobil Industrie. Les articles sélectionnés et les archives numériques des numéros sont payants depuis lors. Dans le même temps, un marché du travail en ligne dans l'industrie automobile est proposé comme un autre nouveau modèle commercial.

## Événements
Automobil Industrie organise des événements de réseau tels que l'Automobil Industrie Lightweight Summit, le Smart Factory Day, l'EDL Circle, les Hamburger Karosseriebautage et Expert Circle. De plus, Automobil Industrie est partenaire de la Safety Week organisée par Carhs Training GmbH.